# Nueva Guipúzcoa
La provincia de Nueva Guipúzcoa   fue un gobierno político-militar en los que a principios del siglo XX se hallaba dividida la isla de Mindanao, perteneciente al Imperio español en Asia y Oceanía (1521–1899). Gobierno de entrada cuya autoridad especial residía en Dávao, teniendo a  su cargo todos los ramos de administración y gobierno. En lo eclesiástico pertenece al obispado de Cebú.

## Historia
Como antecedente tenemos  lo decretado el 27 de febrero de 1817 cuando queda formado un distrito especial en la parte meridional de en la de provincia de Caraga. 
En el mes de febrero de 1847, tras conocerse la cesión del seno de Dávao por parte del sultán de Mindanao,  José Oyanguren parte al frente de una  expedición para la ocupación de Dávao, objetivo logrado  en enero de 1849.
La expedición, autorizada por el  gobernador Narciso Clavería y Zaldúa parte de Surigao estando formada por  70 hombres y mujeres y tiene como objetivo establecerse en Dávao.

El Decreto de 27 de febrero de 1847 establece la concesión a Oyanguren el mando del territorio a conquistar, por un período  de diez años, facultándole para  formar un tercio provincial de soldados.
Una vez verificada la ocupación, Oyanguren fundó la capital con el nombre de  Nueva Vergara. 
En abril de 1849 con ayuda del vapor Elcano, al mando del comandante general del apostadero, Manuel Quesada, el guipuzcoano tomó el fuerte de Hipo.
La provincia fue creada en esta parte por Decreto de 29 de febrero de 1850. 

"...debemos limitarnos en el presente á manifestar que en nuestro concepto esta prov. bien administrada no menos en lo civil que en lo eclesiástico, con buenas doctrinas oportunamente establecidas para traer los infieles de los montes á la comunión católica, con el necesario apoyo contra las correrías do los moros, con el estímulo al trabajo que dan la civilización y la cultura, llegará á ser un día una provincia de suma importancia..."
Buzeta y Bravo, Tomo II.

Cesado Oyanguren queda suprimida esta provincia, dando lugar a los Distritos Político Militares de Bislig y Dávao, cuyos primeros gobernadores fueron Marcelino Salas y José María  González.
En el Estado Demostrativo de la Isla y Provincia de Calamianes correspondiente al año de 1818 figuran los siguientes pueblos situados en Isla de Paragua, que hoy forman parte de este municipio:
Taytay, Silanga, Meitejet (Meytegued), ...
Por  Real Decreto de 30 de julio de 1860,  esta provincia pasó a convertirse en el Distrito 4º de Dávao.

## Geografía
Su territorio se corresponde con la actual La Región de Dávao (Rehiyon ng Dabaw en filipino). Formaba un gobierno político-militar como queda dicho,  comprendiendo todo lo que comprende el seno de Dávao, cuyo pueblo es su cabecera, además de:
- Dávao con su visita de Lianga.
- Tandag  o Tanda, con su visitas de  Tago y la  Misión de San Juan.
- Bislig  con su visitas de Catel o Cateel y de Linguig.
- Tinatuan,
- Puinablang,
- Dopuán

En 1867 Nueva Vergara, fundada a la orilla del río,  fue  trasladada  a su actual emplazamiento alrededor de la hoy catedral de San Pedro. En 1868, a petición de sus vecinos, pasa a denominarse Dávao.